# Drach
Drach – powieść Szczepana Twardocha, opublikowana w 2014 roku. Autor otrzymał za nią Nagrodę Fundacji im. Kościelskich; utwór znalazł się też w finale Nagrody Literackiej Nike. 
Akcja powieści rozgrywa się od 1906 do 2014 roku, głównie na terenach pomiędzy Gliwicami a Rybnikiem. Przedstawia losy śląskiej rodziny Magnorów i Gemanderów na tle wydarzeń historycznych. Wydarzenia nie pojawiają się chronologicznie – narracja przeskakuje pomiędzy kolejnymi latami, wielokrotnie w ciągu jednego rozdziału, a nawet strony. Książka napisana jest w języku polskim, jednak występują w niej liczne wtrącenia w innych językach – niemieckim czy śląskim. Autor celowo zrezygnował z opatrywania wtrąceń przypisami, chcąc, aby czytelnikowi towarzyszyło podczas lektury poczucie obcości. 10 października 2018 r., nakładem Wydawnictwa Literackiego ukazał się przekład powieści na język (etnolekt) śląski, dokonany przez Grzegorza Kulika. 
Tytuł powieści w języku śląskim oznacza smoka, gałgana lub latawiec.
W 2018 miała miejsce premiera, opartego na powieści, spektaklu Drach wyreżyserowanego przez Roberta Talarczyka. Spektakl powstał w koprodukcji Teatru Śląskiego im. Stanisława Wyspiańskiego w Katowicach i Teatru Ziemi Rybnickiej.